# Octant (sterrenbeeld)

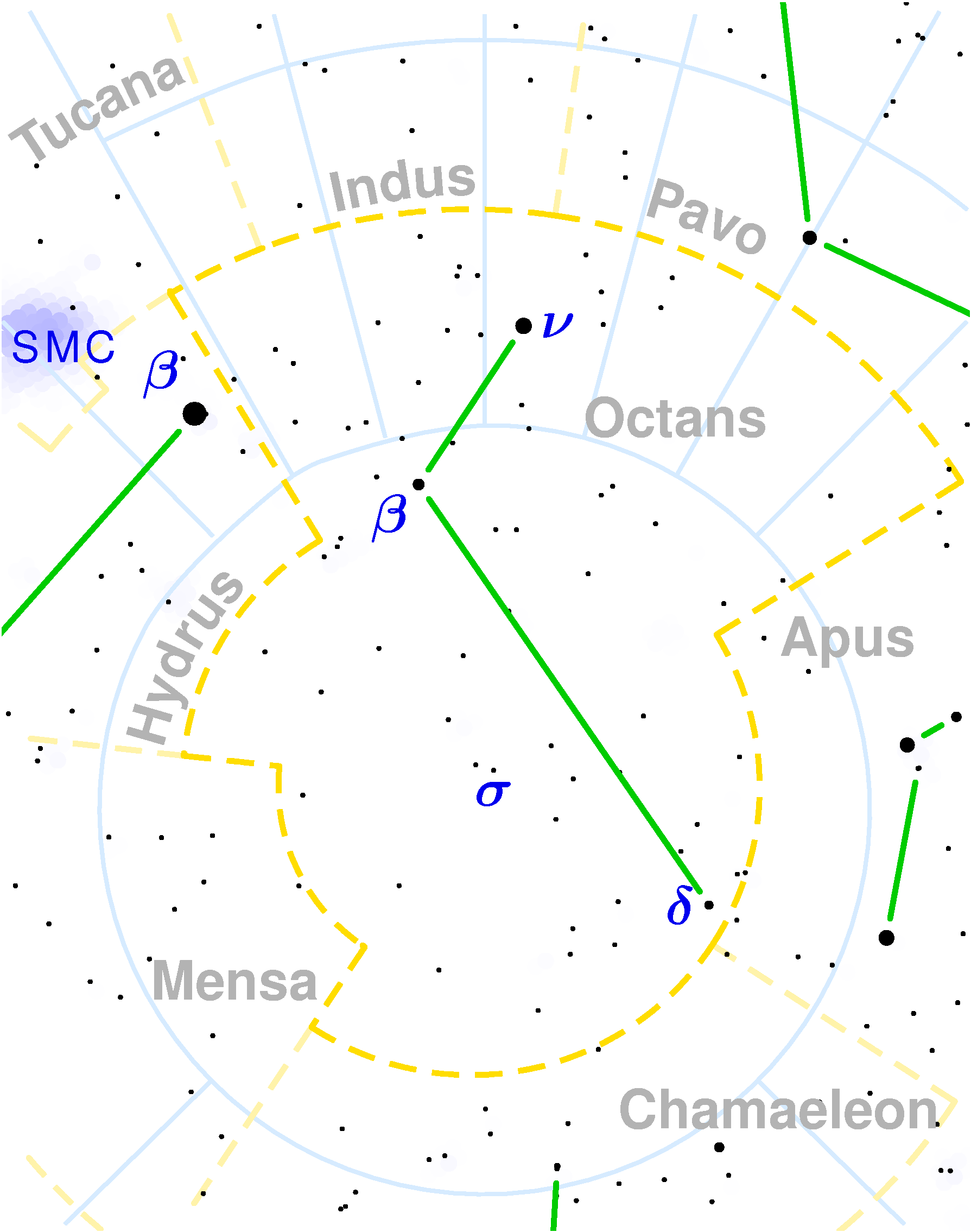
Kaart van het sterrenbeeld Octant.

Octant (Octans, afkorting Oct) is een zwak sterrenbeeld aan de zuiderhemel, dat de zuidelijke hemelpool bevat. Het ligt tussen declinatie −75° en −90°.
Het sterrenbeeld werd in 1752 ingevoerd door Lacaille. De oorspronkelijke benaming was Octans Reflectionis (= Reflectie-octant).

## Sterren
Het sterrenbeeld heeft geen heldere sterren, de helderste, nu Octantis heeft magnitude 3,76. De zwakke ster sigma Octantis staat dicht bij de zuidelijke hemelpool. Deze ster wordt ook wel Polaris Australis genoemd, "Zuidelijke Poolster". Ze is met een magnitude 5,47 echter nauwelijks met het blote oog te zien.

## Telescopisch waarneembare objecten

### New General Catalogue(NGC)
NGC 2573, NGC 2573A, NGC 2573B, NGC 6438, NGC 6438A, NGC 6557, NGC 6920, NGC 7095, NGC 7098, NGC 7637

### Index Catalogue (IC)
IC 4333, IC 4864, IC 4912, IC 4928, IC 5022, IC 5025, IC 5026, IC 5040

## Aangrenzende sterrenbeelden
(met de wijzers van de klok mee)
- Indiaan (Indus)
- Pauw (Pavo)
- Paradijsvogel (Apus)
- Kameleon (Chamaeleon)
- Tafelberg (Mensa)
- Kleine Waterslang (Hydrus)
- Toekan (Tucana)